# Conrad de Witt

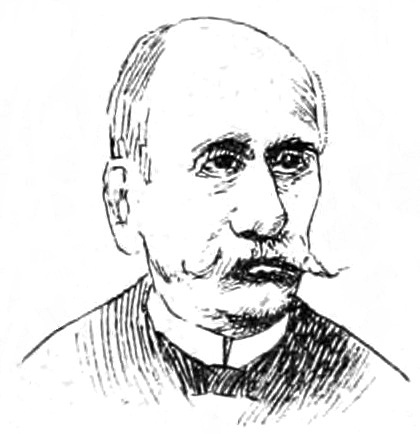
Conrad de Witt

Conrad Jacob Dionys Cornélis (Conrad) de Witt (Parijs, 15 november 1824 – abdij van Val-Richer, gemeente Saint-Ouen-le-Pin, Calvados, 20 augustus 1909) was een Frans politicus. 
Conrad was een zoon van Willem Cornelis de Witt (geb. Amsterdam, 1781) en Susanna Carolina Temminck (geb. Amsterdam, 1790). Hij was getrouwd met Henriette-Elisabeth Guizot (1829-1908), dochter van François Guizot (1787-1874). Zijn broer Cornélis Henri de Witt (1828-1889) was getrouwd met Henriettes zuster Pauline.

Conrad is de vader van Marguerite de Witt-Schlumberger (1853-1924), bekend geworden als feministe, en de grootvader van Jean, Conrad en Marcel Schlumberger. De broers Marcel en Conrad staan aan de basis van de multinational Schlumberger, actief in boorgaten.
- Bibliothèque nationale de France: cb150244699 (data)
- Virtual International Authority File: 42121196